# Malediven op de Olympische Zomerspelen 2020
De Malediven namen deel aan de Olympische Zomerspelen 2020 in Tokio, Japan.

## Aantal atleten
| sport     | mannen | vrouwen | totaal |
| --------- | ------ | ------- | ------ |
| Atletiek  | 1      | 0       | 1      |
| Badminton | 0      | 1       | 1      |
| Zwemmen   | 1      | 1       | 2      |
| totaal    | 2      | 2       | 4      |

## Deelnemers en resultaten

### Atletiek
Mannen
Loopnummers
| atleet       | onderdeel | series | series | kwartfinale    | kwartfinale    | halve finale   | halve finale   | finale         | finale         |
| atleet       | onderdeel | tijd   | rang   | tijd           | rang           | tijd           | rang           | tijd           | rang           |
| ------------ | --------- | ------ | ------ | -------------- | -------------- | -------------- | -------------- | -------------- | -------------- |
| Hassan Saaid | 100 m     | 10,70  | 4      | niet geplaatst | niet geplaatst | niet geplaatst | niet geplaatst | niet geplaatst | niet geplaatst |

### Badminton
Vrouwen
| atlete                         | onderdeel | groepsfase           | groepsfase               | groepsfase           | groepsfase | eliminatie           | kwartfinale          | halve finale         | finale / BM          | finale / BM |
| atlete                         | onderdeel | tegenstander uitslag | tegenstander uitslag     | tegenstander uitslag | rang       | tegenstander uitslag | tegenstander uitslag | tegenstander uitslag | tegenstander uitslag | rang        |
| ------------------------------ | --------- | -------------------- | ------------------------ | -------------------- | ---------- | -------------------- | -------------------- | -------------------- | -------------------- | ----------- |
| Fathimath Nabaaha Abdul Razzaq | enkelspel | He B V (6-21, 3-21)  | S Aghaei V (14-21, 7-21) | n.v.t.               | 2          | niet geplaatst       | niet geplaatst       | niet geplaatst       | niet geplaatst       | 15          |

### Zwemmen
Mannen
| atleet              | onderdeel        | series | series | halve finale   | halve finale   | finale         | finale         |
| atleet              | onderdeel        | tijd   | rang   | tijd           | rang           | tijd           | rang           |
| ------------------- | ---------------- | ------ | ------ | -------------- | -------------- | -------------- | -------------- |
| Mubal Azzam Ibrahim | 100 m vrije slag | 58,37  | 69     | niet geplaatst | niet geplaatst | niet geplaatst | niet geplaatst |

Vrouwen
| atlete         | onderdeel        | series  | series | halve finale   | halve finale   | finale         | finale         |
| atlete         | onderdeel        | tijd    | rang   | tijd           | rang           | tijd           | rang           |
| -------------- | ---------------- | ------- | ------ | -------------- | -------------- | -------------- | -------------- |
| Aishath Sajina | 100 m schoolslag | 1.33,59 | 43     | niet geplaatst | niet geplaatst | niet geplaatst | niet geplaatst |